# Reprezentacja Australii Zachodniej w piłce nożnej mężczyzn
Reprezentacja Australii Zachodniej w piłce nożnej – nieformalna drużyna piłkarska, reprezentująca największy australijski stan. Nigdy nie była zrzeszona w FIFA, AFC czy OFC, nie posiada więc prawa do uczestniczenia w oficjalnych piłkarskich imprezach międzynarodowych takich jak Mistrzostwa Świata, Puchar Azji, bądź Puchar Narodów Oceanii, mimo to często bierze udział w nieoficjalnych, towarzyskich turniejach (np. Puchar Króla). Jej barwami są żółty i czarny.